# Bélgica en los Juegos Paralímpicos de Vancouver 2010
Bélgica estuvo representada en los Juegos Paralímpicos de Vancouver 2010 por una deportista femenina. El equipo paralímpico belga no obtuvo ninguna medalla en estos Juegos.